# 宮崎美穂
宮崎 美穂（みやざき みほ、1993年〈平成5年〉7月30日 - ）は、日本のタレント、モデル、女優であり、女性アイドルグループ・AKB48の元メンバーである。東京都八王子市出身。ホリプロ所属。

## 来歴
2007年
- 10月6日、『AKB48 第二回研究生（5期生）オーディション』に合格。同年の12月26日にAKB48劇場公演デビュー。

2008年
- 7月13日付でチームAに昇格（5期生初の昇格）。チームA公演への正式参加は、『チームA 5th Stage「恋愛禁止条例」』公演初日の2008年10月19日から。
- 10月22日、10thシングル「大声ダイヤモンド」で初の選抜メンバー入り。以後17thシングル「ヘビーローテーション」まで7曲連続で選抜メンバー入りを果たした。

2009年
- 2月13日の公演において、ホリプロへの移籍を発表。
- 6月から7月にかけて実施された『AKB48 13thシングル選抜総選挙「神様に誓ってガチです」』では18位で、シングル選抜入りを果たした。
- 7月、同じ事務所の板野友美、河西智美とともにユニット「ナットウエンジェル」を結成し、ナットウエンジェル1号となる。
- 8月23日に開催された『読売新聞創刊135周年記念コンサート AKB104選抜メンバー組閣祭り』の夜公演において、同年10月よりチームBに異動することが発表され、2010年5月21日に異動した。

2010年
- 学園ドラマに女優として出演することを目標としており、1月22日放送分の『マジすか学園』第3話にて、山椒姉妹の長女役として学園ドラマデビューを果たす。
- 2月25日、1st写真集『SHINING SKY』を発売[1]。
- 5月から6月にかけて実施された『AKB48 17thシングル選抜総選挙「母さんに誓って、ガチです」』では21位で、シングル選抜入りを果たしたが、前作「ポニーテールとシュシュ」の選抜メンバーでは唯一、16位以内には入れなかった。
- 7月、仁藤萌乃、佐藤すみれ、石田晴香とともにユニット「ナットウエンジェルZ」を結成。ナットウエンジェルZ1号となる。

2011年
- 5月から6月にかけて実施された『AKB48 22ndシングル選抜総選挙「今年もガチです」』では27位で、アンダーガールズ入りを果たした[2]。

2012年
- 5月から6月にかけて実施された『AKB48 27thシングル選抜総選挙　～ファンが選ぶ64議席～』では38位でネクストガールズ入り。
- 8月24日に開催された『AKB48 in TOKYO DOME 〜1830mの夢〜』初日公演において、チームKに異動することが発表された[3]。
- 9月13日、ホラー映画『トリハダ－劇場版－』で映画初出演[4]。

2014年
- 5月から6月にかけて実施された『AKB48 37thシングル選抜総選挙　夢の現在地～ライバルはどこだ？～』では78位でアップカミングガールズ入り。

2015年
- 2月15日から3月1日、舞台『月よりの侍』で舞台初出演。
- 3月26日、『AKB48春の単独コンサート～ジキソー未だ修行中!～』での春の人事異動にてチームAへの異動が発表された。

2016年
- 1月16日から18日にかけて行われた『AKB48 単独リクエストアワーセットリストベスト100 2016』では総合司会を担当。MCの中で行われた「みゃおの部屋」が話題となり、引き続きAKB48グループリクエストアワーでも2018年まで行われた。2016年のリクエストアワー終了後はライブ配信アプリSHOWROOMでレギュラー配信を開始し宮崎がAKB48を卒業する2022年まで約6年間続いた。
- 2月10日、『チームA 7th Stage「M.T.に捧ぐ」』初日公演に出演。
- 5月から6月にかけて実施された『AKB48 45thシングル選抜総選挙　～僕たちは誰について行けばいい？～』では78位でアップカミングガールズ入り。

2017年
- 9月24日、『AKB48グループ ユニットじゃんけん大会2017』に同じくAKB48の大家志津香とNGT48の北原里英とともに「kissの天ぷら」として参加し、準決勝まで進出しカップリング曲を担当した。
- 12月8日に開催された『AKB48劇場12周年記念特別公演』において発表された新チーム体制への移行によって、2018年4月よりチームAに異動となった[5]。

2018年
- 韓国のオーディション番組『PRODUCE48』に参加。流暢な韓国語やダンス、歌ともに高い実力を見せ最終ステージまで残ったが最終順位15位で惜しくもデビューを逃した。

2020年
- 4月23日、YouTubeチャンネル『みゃおちゃんねる』を開設。

2021年
- 5月22日、『峯岸みなみ卒業コンサート』で、「secret base〜君がくれたもの〜」を披露した[6]。
- 12月12日、自身のYouTubeチャンネル配信「みゃおちゃんねる年末大感謝祭!!」にてAKB48から卒業することを発表[7][8][9]。

2022年
- 2月18日、AKB48の卒業および卒業公演の時期を当初予定の2月中から4月に延期することを発表[10]。
- 4月3日、ライブ『AKB48 LIVE SHOW〜AKBINGO! THE FINAL サヨナラ毛利さん〜』内にて、卒業セレモニーを行った[11]。
- 4月14日、AKB48劇場で卒業公演を開催し[12]、4月15日をもってAKB48メンバーとしての活動を終了した[13]。
- AKB48卒業後は韓国へ拠点を移すことを発表し[7]、2022年10月22日に自身のYouTubeで移住を公表[14]。

## 人物
- 芸能人女子フットサルチーム「XANADU loves NHC」に所属していた。背番号は「30」。
- 家族の影響で、北海道日本ハムファイターズのファンであり、2022年と2023年の2年連続で「スカパー!北海道日本ハムファイターズ応援団長」を務める。
- 2024年に、特殊小型船舶操縦免許を取得[15]。

### AKB48
- キャッチフレーズは「ド・レ・ミ・ド・ミ・ド みゃお〜」で、考案者は同期でチームAの指原莉乃。
- チームBに所属していたとき、チームBのチーム曲である「チームB推し」のコールは、「1! 2! 3! ダァー!!」。
- 愛称は「みゃお」で、2008年9月15日の研究生公演（2回目）において名付け親が大島優子であることを明かした。大島が「美穂」を「みゃお」と聞き間違えたことが由来である。また、仲が良い元メンバー・小野恵令奈からはブログ上で「宮男」と呼ばれている。小野の影響を受けてか、本人もブログ上で「宮男」を名乗ることが時折ある。
- メンバーの中では、同期である北原里英や指原莉乃、内田眞由美、近野莉菜などのほかに大家志津香や藤江れいな、小野恵令奈、中西智代梨などと仲が良い。
- 「反抗期キャラ」と言われたことがあった。しかしそこを直そうとすると自分のキャラがなくなってしまうと考え、「全部自分を変えなくてイイのかなって最近思うようになってきた」と発言している[16][出典無効]。
- 『PRODUCE48』では歌ダンスともに高い実力を見せ、グループバトルからコンセプト評価まですべての評価でグループ内で1位の獲得した。特にポディション評価で竹内美宥、チャン・ギュリ、岩立沙穂とともに披露したBTSの「전하지 못한 진심(The Truth Untold)」では高い歌唱力が話題となり、ボーカル&ラップ部門で2位を獲得したほか、第9回放送時点の暫定リアルタイム順位では1位まで上昇しデビュー圏内に入った[17]。

## AKB48在籍時の参加楽曲

### シングル選抜楽曲
AKB48名義
- 大声ダイヤモンド
  - 109（マルキュー）
  - 大声ダイヤモンド（Team A ver.）
- 10年桜
  - 桜色の空の下で
- 涙サプライズ!
- 言い訳Maybe
- RIVER
- 桜の栞
  - 遠距離ポスター - 「チームPB」名義
- ポニーテールとシュシュ
  - マジジョテッペンブルース
- ヘビーローテーション
  - 野菜シスターズ - 「野菜シスターズ」名義
  - ラッキーセブン
- 「Beginner」に収録
  - 僕だけのvalue - 「アンダーガールズ」名義
- 「チャンスの順番」に収録
  - ラブ・ジャンプ - 「Team B」名義
- 「桜の木になろう」に収録
  - 偶然の十字路 - 「アンダーガールズ」名義
- Everyday、カチューシャ
  - ヤンキーソウル
- 「フライングゲット」に収録
  - 抱きしめちゃいけない - 「アンダーガールズ」名義
  - 青春と気づかないまま
  - 野菜占い - 「野菜シスターズ2011」名義
- 「風は吹いている」に収録
  - 君の背中 - 「アンダーガールズ」名義
- 「上からマリコ」に収録
  - 呼び捨てファンタジー - 「Team B」名義
- 「GIVE ME FIVE!」に収録
  - ユングやフロイトの場合 - 「スペシャルガールズC」名義
- 「真夏のSounds good !」に収録
  - 3つの涙 - 「スペシャルガールズ」名義
- 「ギンガムチェック」に収録
  - ドレミファ音痴 - 「ネクストガールズ」名義
- 「UZA」に収録
  - スクラップ&ビルド - 「Team K」名義
- 「永遠プレッシャー」に収録
  - 私たちのReason
- 「So long !」に収録
  - 夕陽マリー - 「Team K」名義
- 「さよならクロール」に収録
  - How come ? - 「Team K」名義
- 「ハート・エレキ」に収録
  - 細雪リグレット - 「Team K」名義
- 「前しか向かねえ」に収録
  - 恋とか…
- 「ラブラドール・レトリバー」に収録
  - 愛しきライバル - 「Team K」名義
- 「心のプラカード」に収録
  - チューインガムの味がなくなるまで - 「アップカミングガールズ」名義
- 「希望的リフレイン」に収録
  - 初めてのドライブ - 「Team K」名義
  - 歌いたい - 「かとれあ組」名義
- 「唇にBe My Baby」に収録
  - やさしい place - 「Team A」名義
- 「君はメロディー」に収録
  - M.T.に捧ぐ - 「Team A」名義
- 翼はいらない
  - Set me free - 「Team A」名義
- 「LOVE TRIP/しあわせを分けなさい」に収録
  - 2016年のInvitation - 「アップカミングガールズ」名義
- 「ハイテンション」に収録
  - また あなたのことを考えてた - 「チームボーカル」名義
- 「願いごとの持ち腐れ」に収録
  - イマパラ
- 「Teacher Teacher」に収録
  - ロマンティック準備中 - 「Team A」名義
- NO WAY MAN
- 「根も葉もRumor」に収録
  - 離れていても
  - ブラックジャガー  - 「First Generation」名義

### アルバム選抜
- 『神曲たち』に収録
  - Baby! Baby! Baby! Baby!
  - 君と虹と太陽と
- 『SET LIST〜グレイテストソングス〜完全盤』に収録
  - Seventeen
  - あなたがいてくれたから
- 『ここにいたこと』に収録
  - 少女たちよ
  - 恋愛サーカス - 「Team B」名義
  - ここにいたこと - 「AKB48+SKE48+SDN48+NMB48」名義
- 『1830m』に収録
  - 恋愛総選挙 - 「YM7」名義
  - ノーカン - 「Team B」名義
  - 青空よ 寂しくないか? - 「AKB48+SKE48+NMB48+HKT48」名義
- 『次の足跡』に収録
  - 共犯者 - 「Team K」名義
- 『ここがロドスだ、ここで跳べ!』に収録
  - Conveyor - 「横山TeamK」名義
- 『0と1の間』に収録
  - Clap - 「Team A」名義
- 『サムネイル』に収録
  - あの日の自分

### その他の参加楽曲
- 「Dear J」（「板野友美」名義）に収録
  - ツンデレ!
- 「やさしくするよりキスをして」（「渡辺美優紀」名義）に収録
  - 春風ピアニッシモ - 「AKB48」名義
- 「天使はどこにいる?」（「fairy w!nk」名義）に収録
  - 僕たちの地球 - 「kissの天ぷら」名義

#### 個人での参加アルバム
1. 姉うた〜Around 30 GIRL POP NON-STOP COVER（2010年5月26日、avex trax）に収録
  - 青いスタスィオン （河合その子のカヴァー）

### 未音源化曲
AKB48 チームサプライズ 名義
ぱちスロAKB48 勝利の女神公演
- ヘビーローテーション
- AKBフェスティバル

ぱちんこ AKB48-3 誇りの丘公演
- 誇りの丘

### 配信限定楽曲
PRODUCE48名義
- 내꺼야 / NEKKOYA (PICK ME)（2018年5月10日）
- コンセプト課題オリジナル曲アルバム『30 Girls 6 Concepts』（2018年8月18日）に収録
  - 1000％ - 「Summer Wish」名義
- デビュー評価オリジナル曲アルバム『PRODUCE 48 - FINAL』（2018年9月1日）に収録
  - We Together
  - 夢を見ている間

### 劇場公演ユニット曲
ひまわり組 2nd Stage「夢を死なせるわけにいかない」
- Bye Bye Bye
※駒谷仁美とともに高橋みなみのスタンバイ

チームA 4th Stage「ただいま恋愛中」リバイバル公演
- 純愛のクレッシェンド
※高橋みなみのアンダー

研究生「ただいま恋愛中」公演
- 純愛のクレッシェンド

チームA 5th Stage「恋愛禁止条例」
- 恋愛禁止条例
- 真夏のクリスマスローズ
※研究生枠および篠田麻里子のユニットアンダー

THEATRE G-ROSSO「夢を死なせるわけにいかない」公演
- となりのバナナ
※小野恵令奈・多田愛佳・林彩乃（2009年6月のみ）のスタンバイ

チームB 5th Stage「シアターの女神」
- 嵐の夜には

田原総一郎「ド～なる!?ド～する!?AKB48」公演
- 純愛のクレッシェンド

チームA 7th Stage「M.T.に捧ぐ」
- 負け男
- 月と水鏡
※横山由依のユニットアンダー

## 出演

### テレビドラマ
- マジすか学園 第3話 - 第5話・最終話（2010年1月22日 - 2月5日・3月26日、テレビ東京） - みゃお 役
- 豆腐姉妹（2010年7月31日 - 8月27日、WOWOW[18]） - ナス子 役（声の出演）
- マジすか学園2 第4話・最終話（2011年5月6日・7月1日、テレビ東京） - みゃお 役
- AKBホラーナイト アドレナリンの夜 ネットオリジナル版 第30話『同窓会』（2016年1月21日、ビデオパス・テレ朝動画）- 主演・みのり 役
- キャバすか学園 第2話（2016年11月5日、日本テレビ）- 「水族館」のキャバクラ嬢 役

### 映画
- トリハダ-劇場版-（2012年9月13日、クロックワークス） - 美香 役[4]

### バラエティ他
- すイエんサー（2009年4月28日・5月19日・8月20日・12月22日、NHK教育）
- 宮崎美穂（AKB48）のMnetが行く（2011年6月15日 - 、Mnet Japan） - MC
- Rの法則（2011年12月21日 - 、NHK Eテレ）
- 韓タメ！POP（2013年4月6日 - 2014年3月22日、フジテレビTWO） - コーナーレギュラー「みゃおバン」[19]
- PRODUCE 48（2018年6月15日 - 8月31日、Mnet・BSスカパー!）
- Premium Korea 韓流Lab（2018年7月28日 - 2019年8月27日、AGARUTV）- MC[20]
- スーパーベースボール セ・パ交流戦・日本ハム×巨人（2022年5月29日、テレビ朝日） - 副音声[21]

### ネット配信
- みゃおちゃんねる!（2009年9月1日 - 、ニコニコ動画）
  - みゃおちゃんねる!おまけで清宮（仮）（2009年9月1日 - 10月13日）
  - みゃおちゃんねる!おまけでチェン・チュー（仮）（2009年10月20日 - 11月10日）
  - みゃおちゃんねる!おまけでともとも（仮）（2009年11月17日）
  - 第一回みゃおちゃんねる!おまけで○○（仮）○○争奪おまけになりたい人選手権（2009年11月24日・12月1日）
  - みゃおちゃんねる!おまけでミラっちょ（仮）（2009年12月8日 - 2010年1月7日）
- みゃおの部屋（2016年4月21日 - 2022年2月17日、SHOWROOM）[22]
- パンサーと宮崎美穂のアメリカン・ポークいただきまーす！（2016年9月3日、FRESH!byAbemaTV）[23]
- KCON STUDIO LIVE from JAPAN（2021年6月15日、YouTube）
- ラブパワーキングダム～恋愛強者選挙～（2025年2月19日 - 4月9日、ABEMA）[24]

### ラジオ
- AKB48 明日までもうちょっと。（2008年8月4日 - 2012年3月26日・不定期、文化放送）
- AKB48の全力で聴かなきゃダメじゃん!!（2008年12月3日 - 2010年6月29日、スターデジオ）
- ゴチャ・まぜっ!水曜日（2011年10月27日 - 2012年4月11日 、MBSラジオ）
- ゴチャ・まぜっ!火曜日（2012年4月18日 - 2013年4月10日 、MBSラジオ）
- ON8（2016年4月6日 - 2020年3月25日、bayfm） - 水曜日担当MC
- 柱NIGHT! with AKB48（2020年4月5日 - 2022年2月20日、bayfm） - MC
- 三井住友カード presents　New!Baseball Live!! ゲスト Fビレッジナビゲーター (2023年3月14日) STVラジオ

### 舞台
- 月よりの侍（2015年2月15日 - 3月1日、新宿シアターモリエール）[25]
- 舞台「友情～新・秋桜のバラード～」（2015年8月21日、大田区民ホール アプリコ / 8月28日、大宮ソニックシティ / 8月31日、横須賀市文化会館 / 9月2日、東松山市民文化センター / 9月14日、府中の森芸術劇場 / 9月21日、千葉県文化会館） - 島崎のぞみ 役（仁藤萌乃とWキャスト）[26]
- 絢爛とか爛漫とか（2016年4月9日 - 15日、品川プリンスホテル クラブeX） - 正田薫 役[27]
- リーディングシアター「恋工場」（2016年9月18日、ベルサール渋谷ガーデン Cホール）[28]
- NLTプロデュースコント公演「天使のように微笑んで財布なくしてガム踏んで」（2024年8月28日 - 9月1日、博品館劇場）[29]

### イベント
- ♥サマーパーティー♥ホリプロ50周年記念!!及びBS-TBS開局10周年記念アイドル50人大集合!!（2010年8月24日、赤坂BLITZ）
- 豆腐プロレス The REAL 2017 WIP CLIMAX in 後楽園ホール（2017年8月29日、後楽園ホール） - マッドドッグ宮崎 役[30]

MC出演イベント
- SoRi「SoRiNation in JAPAN」（2019年2月11日、CLUB CITTA'）[31]
- SoRi×MIKUNANA「We're Ready！」（2019年2月11日、CLUB CITTA'）[31]
- チョンハ「LET'S CHUNG HA FES IN JAPAN 3rd STORY」（2019年8月24日・25日、新宿ReNY）[32]

## 書籍

### 写真集
- B.L.T. U-17 sizzlefulgirl Vol.10（2009年6月8日、東京ニュース通信社）
- SHINING SKY（2010年2月25日、東京ニュース通信社、撮影：木村智哉）[1]ISBN 978-4-86336-082-2

### カレンダー
- 宮崎美穂 2010年カレンダー（2009年10月28日、ハゴロモ）
- 宮崎美穂 2011年カレンダー（2010年9月30日、ハゴロモ）
- 宮崎美穂 2012年カレンダー（2011年11月19日、ハゴロモ）

### DVD
- 宮崎美穂 1st DVD『宮崎美穂のとれ高十分!!』（2010年4月、ホリプロ）[1]

### 文庫
- パンドラの匣（太宰治、2009年10月15日、ぶんか社） ‐ 表紙・グラビア